# Калод, Радек
Радек Калод (чеш. Radek Kalod; род. 8 августа 1978, Брно) — чешский шахматист, гроссмейстер (2004).
Двукратный чемпион Чехии среди юниоров до 20 лет (1996 и 1998).
В составе сборной Чехии участник 37-й Олимпиад (2006) в Турине.

## Изменения рейтинга
| Графики недоступны из-за технических проблем. См. информацию на Фабрикаторе и на mediawiki.org. |